# Agua Blanca (Oaxaca)
Agua Blanca es una comunidad en el Municipio de Nejapa de Madero. Agua Blanca está a 1176 metros de altitud. 

## Geografía
Está ubicada a 16° 23' 33" latitud norte y 95° 26' 34.08" longitud oeste.

## Población
Según el censo de población de INEGI del 2010: la comunidad cuenta con una población total de 263 habitantes, de los cuales 132 son mujeres y 131 son hombres. Del total de la población 94 personas hablan alguna lengua indígena.

## Ocupación
El total de la población económicamente activa es de 91 habitantes, de los cuales 86 son hombres y 5 son mujeres.